# Amphineurus rutristylus
Amphineurus rutristylus är en tvåvingeart som beskrevs av Alexander 1968. Amphineurus rutristylus ingår i släktet Amphineurus och familjen småharkrankar. Inga underarter finns listade i Catalogue of Life.